# Felix Gebhardt
Felix Karl-Ernst Gebhardt (* 1. März 2002 in Lörrach) ist ein deutscher Fußballtorwart.

## Karriere

### Verein
Nach seinen Anfängen in der Jugend des FV Lörrach wechselte er im Sommer 2015 in die Schweiz in die Jugendabteilung des FC Basel. Dort durchlief er alle Jugendmannschaften und kam in der Saison 2017/18 und 2018/19 zu jeweils einen Einsatz in der UEFA Youth League. Im April 2018 unterschrieb er bei seinem Verein seinen ersten Profivertrag. Dort kam dort auch zu seinem ersten Einsatz im Profibereich in der Promotion League, als er am 15. August 2020, dem 1. Spieltag, bei der 2:3-Auswärtsniederlage gegen den FC Breitenrain in der Startformation stand.
Um höherklassig Spielpraxis zu sammeln, wurde er im Sommer 2022 an den Drittligisten Hallescher FC verliehen.
Im Sommer 2023 wechselte er zum SSV Jahn Regensburg.

### Nationalmannschaft
Gebhardt hütete von der U16 bis zur U20 in allen Nachwuchsmannschaften des DFB in insgesamt zehn Spielen das Tor.